# Eleonora Hostasch
Eleonora „Lora” Hostasch (ur. 9 lipca 1944 w Wiedniu) – austriacka polityk i działaczka związkowa, członkini Socjaldemokratycznej Partii Austrii (SPÖ), parlamentarzystka, w latach 1997–2000 minister.

## Życiorys
Absolwentka szkoły handlowej, w której w 1962 zdała egzamin maturalny. W tym samym roku podjęła pracę w banku BAWAG, z którym była zawodowo związana do 1994. Od 1969 zajmowała różne funkcje w samorządzie pracowniczym tej instytucji, w tym w latach 1975–1994 przewodniczyła centralnej radzie pracowniczej. Była także działaczką związkową, m.in. przewodniczyła organizacji pracowników GPA (1989–1994) i pełniła funkcję wiceprzewodniczącej Österreichischer Gewerkschaftsbund (1991–1995). Od 1979 zasiadała we władzach wiedeńskiej izby pracy (w latach 1989–1997 jako przewodnicząca tej instytucji), w latach 1994–1997 stała na czele federalnej Austriackiej Izby Pracy.
Dołączyła do Socjaldemokratycznej Partii Austrii. Weszła w skład jej zarządu wiedeńskiego i federalnego. Od 1987 do 1989 była radną miejską w Wiedniu. W latach 1989–1994, 1996–1997 i 1999–2000 wykonywała mandat posłanki do Rady Narodowej.
W styczniu 1997 została ministrem pracy i spraw społecznych oraz p.o. ministra zdrowia i konsumentów w rządzie Viktora Klimy. W lutym tegoż roku przeszła na stanowisko ministra pracy, zdrowia i spraw społecznych, które zajmowała do lutego 2000. Wycofała się później z aktywnej polityki, pełniąc jeszcze różne funkcje w strukturach związkowych. W 2007 została przewodniczącą powołanej przez Komisję Europejską grupy ekspertów do spraw demografii.
Odznaczona Wielką Złotą na Wstędze Odznaką Honorową za Zasługi dla Republiki Austrii (2000).